# Libanesisch-osttimoresische Beziehungen
Die libanesisch-osttimoresischen Beziehungen beschreiben das zwischenstaatliche Verhältnis von Osttimor und dem Libanon.

## Geschichte
Friedensnobelpreisträger und osttimoresischer Staatspräsident José Ramos-Horta besuchte 2009 privat im Libanon den osttimoresischen Honorarkonsul Joseph Issa und traf dabei auch Libanons Präsidenten Michel Sulaiman, Premierminister Fuad Siniora und Parlamentspräsident Nabih Berri.
2008, 2009 und 2011 besuchten Delegationen, unter anderem mit libanesischen Geschäftsleuten, unter Führung von Honorarkonsul Issa Osttimor.
Im Mai 2011 besuchte Osttimors Außenminister Zacarias da Costa den Libanon. Er traf dabei seinen Amtskollegen Ali al-Sham, Staatspräsident Michel Sulaiman und Michael Williams, den United Nations Special Coordinator für den Libanon.
Zusammen mit dem portugiesischen Kontingent wurden ab November 2011 14 Offiziere der osttimoresischen Verteidigungskräfte bei der UN-Mission im Libanon UNIFIL eingesetzt. Es war das erste Mal, dass das südostasiatische Land sich an UN-Missionen beteiligte.
Nach der Explosionskatastrophe im Hafen von Beirut 2020 sprach die osttimoresische Regierung dem Libanon ihre Solidarität aus. Auch das Honorarkonsulat Osttimors in Beirut wurde bei der Explosion beschädigt.

## Diplomatie
Der Libanon hat keine diplomatische Vertretung in Osttimor. Zuständig ist die libanesische Botschaft im indonesischen Jakarta. Botschafterin ist hier seit 2018 Mona El Tannir.
Osttimor hat mit Joseph Issa einen Honorarkonsul in Beirut. Das Konsulat befindet sich in der Allenby Street 136. Das Konsulat wurde 2005 eingerichtet. Issa repräsentierte Osttimor auch bei diversen Gelegenheiten im Nahen Osten. Es ist zuständig für Katar, Ägypten, die Vereinigten Arabischen Emiraten und Syrien.
Im Juni 2009 besuchte Issa in Scharm asch-Schaich die Generalversammlung der Internationalen Organisation für erneuerbare Energien (IRENA). Im Juli begleitete er Außenminister Zacarias da Costa beim 15. Gipfeltreffen der Staats- und Regierungschefs der Bewegung der Blockfreien Staaten in Scharm asch-Schaich. 2011 vertrat Issa Osttimor beim zweiten Treffen der teilnehmenden Staaten des Übereinkommens über Streumunition in Beirut und 2013 in Paris bei der Teilnahmeerklärung Osttimors für die Expo 2020 in Dubai. Issa wurde Generalkommissar Osttimors für die Dubai Expo 2020.
2016 und 2018 begleitete Issa den ehemaligen Präsidenten Ramos-Horta bei dessen Besuch von Prinz Ali bin al-Hussein von Jordanien im Amman.

## Wirtschaft
Für 2018 gibt das Statistische Amt Osttimors keine Handelsbeziehungen zwischen Osttimor und dem Libanon an.